# Ústavodárné národní shromáždění
Ústavodárné národní shromáždění (též Konstituanta, francouzsky Assemblée nationale constituante) bylo sborem zástupců francouzského lidu během Velké francouzské revoluce v letech 1789–1791. Během svého působení odstranilo feudální systém a přeměnilo Francii na konstituční monarchii. Vrcholem činnosti tohoto orgánu bylo schválení první francouzské ústavy.

## Historie
V průběhu shromáždění generálních stavů 1789  se zástupci třetího stavu po přísaze v míčovně prohlásili 17. června Národním shromážděním. Poté, co se připojily i další dva stavy, přijalo dne 9. července 1789 toto shromáždění název Ústavodárné národní shromáždění, neboť si předsevzalo vytvořit pro Francii ústavu.

Emblém Národního shromáždění v letech 1789-1792

Shromáždění mělo téměř 1 200 členů a zasedalo od 9. července 1789 do 30. září 1791, zpočátku ve Versailles, po říjnových událostech, kdy byla královská rodina donucena k přestěhování do Paříže, v jízdárně paláce Tuileries v Paříži. Mezi poslanci, kteří se scházeli denně, se nakonec utvořily tři hlavní, poměrně pohyblivé skupiny: monarchisté, konstitucionalisté (nejpočetnější) a radikální vlastenci (zatím velmi v menšině). K nejvlivnějším členům patřili Mirabeau, Robespierre, La Fayette, Barnave, bratři Alexandre a Charles Lamethové a Adrien Duport.
26. srpna 1789 přijalo shromáždění Deklaraci práv člověka a občana.
Vedle vypracování ústavy, která přijata 3. září 1791, byla dílem Ústavodárného shromáždění řada reforem:
- reforma státní správy - nové administrativní rozdělení Francie (83 departmentů)
- finanční a daňová reforma - zrušení nepřímých daní, asignáty
- reforma soudnictví, první trestní zákoník
- reforma církve - náboženská svoboda, zrušení řádů, konfiskace církevního majetku, občanská ústava duchovenstva

Po přijetí ústavy se Ústavodárné národní shromáždění rozešlo a bylo nahrazeno nově zvoleným Zákonodárným národním shromážděním. Na Robespierrův návrh bylo odhlasována nezvolitelnost současných poslanců do nového shromáždění.